# باشگاه فوتبال استقلال ملاثانی
باشگاه فوتبال استقلال ملاثانی یک باشگاه فوتبال در شهر ملاثانی، ایران است. امتیاز حضور این باشگاه در لیگ آزادگان در مرداد ۱۴۰۳ به باشگاه فوتبال پالایش نفت بندرعباس واگذار شد.